# قطعیت پدری
مفهومی است در روان‌شناسی فرگشتی که اشاره دارد به اینکه در روند تولیدمثل، مردان می‌خواهند مطمئن باشند که بچهٔ متولدشده، بچهٔ آنهاست و نه حاصل آمیزش جنسی شریک جنسی‌شان با مردی دیگر. این در حالی ست که زنان با چنین مشکلی مواجه نیستند و می‌توانند مطمئن باشند که بچهٔ به دنیا آمده بچهٔ آنهاست.
یقین پدری میزانی از اطمینان است که یک مرد می‌داند یا معتقد است که فرزند یک زن متعلق به اوست.
در جوامع چندهمسری، مردان حسادت جنسی بیشتری را زمانی احساس می‌کنند که اطمینان پدری پایینی وجود داشته باشد. این به این دلیل است که آنها نمی‌خواهند زمان، انرژی و منابع خود را برای کودکی که مال آنها نیست به خطر بیاندازند. اگر نر منابع خود را به ماده دیگری اهدا می‌کند، هدر دادن زمان، انرژی و منابع برای فرزندان او پرهزینه است. با این حال، این ریسک برای مردان بیشتر است، زیرا اگرچه زنان بیشتر روی فرزندان خود سرمایه‌گذاری می‌کنند، اما اطمینان بیشتری از بارداری دارند زیرا خودشان فرزند را به دنیا آورده‌اند. با این وجود، مردان هرگز نمی‌توانند ۱۰۰٪ اطمینان پدری داشته باشند و بنابراین در معرض ریسک سرمایه‌گذاری منابع و زمان برای فرزندانی هستند که از نظر ژنتیکی به هم مرتبط نیستند. روان‌شناسی فرگشتی حسادت را به عنوان یک پاسخ سازگارانه به این مشکل می‌بیند.
تفاوت‌های اجتماعی-اقتصادی بین فرهنگ‌ها نیز بر قطعیت پدری تأثیر می‌گذارد. در یک کشور با باروری طبیعی مانند نامیبیا، ۹۶٪ از مردان حسادت جنسی نشان می‌دهند.
علاوه بر این، در صورت نبود داروهای پیشگیری از بارداری، احتمال از دست دادن پدر و عدم قطعیت پدری بیشتر است. این توضیحی برای این است که چرا کشورهای صنعتی تمایل به نشان دادن حسادت جنسی کمتری نسبت به کشورهای پیشاصنعتی دارند.